# Павел Попович
Павел Попович (на руски: Па́вел Рома́нович Попо́вич) е бивш съветски космонавт от украински произход, първият космонавт на Украйна.
Попович командва два космически кораба: Восток 4 и Союз 14. Позивната му е Скален орел (на руски: Бе́ркут).
През 1960 г. е избран като един от двадесетте пилоти, които ще се обучават за първите космонавти.
Восток 4 е част от първия двоен космически полет заедно с Восток 3 пилотиран от Андриан Николаев, 12-15 август 1962 г. с продължителност 2 денонощия 22 часа 56 минути и 41 секунди.
Вторият си космически полет осъществява от 3-19 юли 1974 г. заедно с Юрий Артюхин на космическия кораб Союз 14 и орбиталната станция Салют-3. Полетът е с продължителност 15 денонощия 17 часа и 30 минути.
Попович напуска космическата програма през 1982 г.
Бил е депутат във Върховния съвет на СССР 24 години. От 1993 г. е генерал-майор от авиацията в запаса.

## Личен живот
- Първа съпруга - военен летец-изпитател, полковник Марина Лаврентиева Попович (1931-2017). Разведени през 80-те години на XX век.
  - Дъщери: Наталия (род. 1956 г.) и Оксана (род. 1968 г.).

- Втора съпруга - Алевтина Фьодоровна Попович (род. 1940 г.), инженер-икономист, пенсионер.

## Награди
- Два пъти Герой на Съветския съюз (1962 и 1974);
- Два ордена „Ленин“
- Много руски и съветски ордени и медали.
- Почетен гражданин на много градове, вкл. Търговище